# تگ چنار
تگ چنار (به لاتین: Tag-i Chanor) یک منطقهٔ مسکونی در تاجیکستان است که در ولایت سغد واقع شده‌است. تگ چنار ۲۳ نفر جمعیت دارد و ۲٬۶۲۹ متر بالاتر از سطح دریا واقع شده‌است.